# خادمانلو
خادمانلو، روستایی است از توابع بخش چاپشلو و در شهرستان درگز استان خراسان رضوی ایران. 
روستای خادمانلو در دهستان میانکوه قرار دارد و بر اساس سرشماری سال ۱۳۹۱ جمعیت روستای خادمانلو ۲۱۰ خانوار و ۱۰۳۵ نفر بوده‌است.

## جمعیت
این روستا در دهستان میانکوه قرار داشته و بر اساس سرشماری سال ۱۳۸۵ جمعیت آن (۱۵۴خانوار) ۵۶۲نفر 
بوده است.

## منبع
1. «: کمیته تخصصی نام نگاری و یکسان‌سازی نام‌های جغرافیایی ایران :». بایگانی‌شده از اصلی در ۲۹ اوت ۲۰۱۱. دریافت‌شده در ۱۹ ژوئیه ۲۰۱۱.
2. ↑  «درگاه ملی آمار». بایگانی‌شده از اصلی در ۸ اکتبر ۲۰۰۷. دریافت‌شده در ۵ ژوئیه ۲۰۰۸.